# Alberto Bravo
Alberto Bravo (San Juan, 1º dicembre 1988) è un pallavolista portoricano.
Gioca nel ruolo di opposto.

## Carriera
La carriera di Alberto Bravo inizia negli Stati Uniti d'America, dove partecipa alla NCAA Division III prima con l'Elms College, dal 2008 al 2009, e poi con lo Springfield College, dal 2010 al 2011, aggiudicandosi il titolo nel suo primo anno e raggiungendo la finale nel secondo.
Nella stagione 2012-13 torna a Porto Rico e firma il suo primo contratto professionistico coi Mets de Guaynabo, raggiungendo la finale scudetto della Liga de Voleibol Superior Masculino; nella stagione seguente gioca invece coi Changos de Naranjito. 
Nel campionato 2014 firma per gli Indios de Mayagüez, dove gioca anche nel campionato successivo.

## Palmarès

### Club
- NCAA Division III: 1

2010